# Битка при Верцела
Битката при Верцела (Vercellae, Vercelli; Raudine Plain) през 101 пр.н.е. е последната решаваща битка в Кимврийската война между кимврите и римляните. Състои се на 30 юли 101 пр.н.е. до Верчели в Цизалпийска Галия (дн. в Северна Италия) и завършва с пълната загуба на кимврите, които така престават да съществуват като племенен съюз.
Римската войска от 8 легиона с 52 300 души с командири Гай Марий (32 000 души) и Квинт Лутаций Катул (20 300 души) побеждават войската от 180 000 – 200 000 души, от които 15 000 конници, на краля на кимврите Боиорикс, който пада убит. Според Плутарх от кимврите са убити 120 000 души и над 60 000 са пленени. Римляните губят около 1 000 души.

## Ход на битката
Марий избира времето за нападение по обед. Така слънцето блестяло в лицето на идващите от север кимври и те трябвало да държат шилдовете си пред очите.
Малко преди да започне битката Марий и Катул жертват един бик и Марий обещава на боговете в случай на победа да жертва още 100 бика. Римските войници подгонват кимврите в лагера им и гледали ужасени как жените убивали бягащите им мъже, братя и синове и как убивали децата си, за да не побаднат в робство и накрая се самоубивали. Накрая пленяват над 60 000, които са продадени в робство.

## Последици
След битката Марий е обявен от народа за „Третия основател на Рим“ (след Ромул и Камил). От плячката Марий подарява два храма, един на Хонос и един на Виртус. Катул също построява един храм, който демонстративно освещава за друго божество: Фортуна – богинята на щастието. След 30 години наследниците на пленените се включват като гладиатори, заедно с тевтоните, към въстаналите роби на Спартак.